# Министерство Российской Федерации по делам Северного Кавказа
Министерство Российской Федерации по делам Северного Кавказа (Минкавказ России) — федеральное министерство, созданное 12 мая 2014 года указом президента Российской Федерации «О Министерстве Российской Федерации по делам Северного Кавказа». Целью министерства была разработка проектов государственных программ по развитию Северного Кавказа. Министром Российской Федерации по делам Северного Кавказа с 18 мая 2018 года являлся Сергей Викторович Чеботарёв. Указом Президента Российской Федерации от 21 января 2020 года утвержден новый состав Правительства Российской Федерации — Министерство Российской Федерации по делам Северного Кавказа было упразднено.

## Полномочия
Министерство осуществляет выработку и реализацию политики Правительства России в отношении социально-экономического развития Северного Кавказа. Разрабатывает проекты государственных программ по развитию Северного Кавказа, координирует деятельность по реализации этих программ, в соответствии с законодательством Российской Федерации.

## Руководство

### Министр Российской Федерации по делам Северного Кавказа
- Лев Владимирович Кузнецов (c 12 мая 2014 года по 18 мая 2018 года)[4]
- Сергей Викторович Чеботарёв (c 18 мая 2018 года по 15 января 2020, и. о. с 15 по 21 января 2020)

### Заместители Министра РФ по делам Северного Кавказа
- Первый заместитель Министра РФ по делам Северного Кавказа — Байсултанов, Одес Хасаевич
- Статс-секретарь-заместитель Министра РФ по делам Северного Кавказа — Хацаев Олег Солтанбекович
- Заместители Министра РФ по делам Северного Кавказа — Развожаев Михаил Владимирович, Кузнецов Владимир Александрович, Рухуллаева Ольга Владимировна, Кошин Игорь Викторович.